# 大熊貞雄
大熊 貞雄（おおくま さだお、1891年〈明治24年〉7月12日 - 1946年〈昭和21年〉3月25日）は、大日本帝国陸軍軍人。最終階級は陸軍少将。

## 経歴
1891年（明治24年）に山形県で生まれた。陸軍士官学校第24期卒業。1938年（昭和13年）3月に陸軍歩兵大佐に進級し、歩兵第67連隊長（支那派遣軍・第15師団・第15歩兵団）に着任し、日中戦争に出動。南京警備のため、蕪湖・南京で治安維持に当たった。1939年（昭和14年）12月に仙台陸軍幼年学校長に転じ、1941年（昭和16年）8月に陸軍少将に進級した。
1942年（昭和17年）4月に歩兵第53旅団長（第12軍・第59師団）に着任し、済南に駐屯した。1943年（昭和18年）3月1日に東部軍司令部附となり、4月25日に予備役に編入された。1944年（昭和19年）7月8日に召集され福岡連隊区司令官に着任、1945年（昭和20年）3月31日に弘前師管区兵務部長に転じた。

## 栄典
勲章
- 1941年（昭和16年）4月11日 - 勲三等瑞宝章[4]